# Kielmeyera speciosa
Kielmeyera speciosa är en tvåhjärtbladig växtart som beskrevs av A. St.-hil.. Kielmeyera speciosa ingår i släktet Kielmeyera och familjen Calophyllaceae. Inga underarter finns listade i Catalogue of Life.

## Bildgalleri

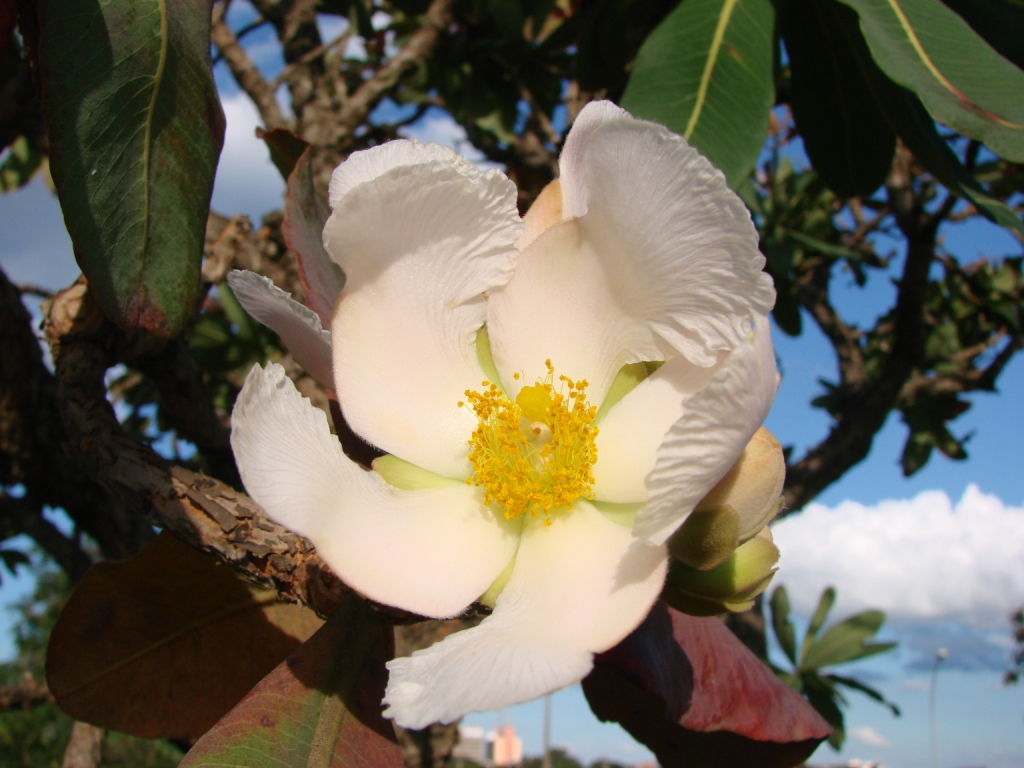